# 腹覚
腹 覚（はら さとる、1987年3月27日 - ）は、日本の声優、脚本家、演出家。

## 人物・来歴
劇団衆団うごがご主宰。公演作品の脚本、演出をすべて手がけ、役者としても出演することもある。髪の毛が異様に長く、派手。

### 舞台
- 森大次郎物語全作品で脚本・演出